# 950 a.C.

## Eventos
- Salomão instala a Arca do Concerto com o Tabernáculo e outros vasos do templo no Primeiro Templo.[1]